# Montpellier Hérault Sport Club 2014-2015 (femminile)
Questa voce raccoglie le informazioni riguardanti la squadra femminile del Montpellier Hérault Sport Club nelle competizioni ufficiali della stagione 2014-2015.

## Stagione
La squadra è arrivata alla sua settima finale di Coppa di Francia, perdendo l'incontro con l'Olympique Lione per 2-1.

## Divise e sponsor
La grafica riproponeva l'abbinamento cromatico adottato dal Montpellier maschile. Main sponsor era il logo Pari mutuel urbain (PMU), mentre lo sponsor tecnico, fornitore delle tenute da gioco, era Nike.
| Casa | Trasferta |

## Organigramma societario
Area tecnica
- Allenatore: Jean-Louis Saez
- Vice allenatore: Aurore Aldon
- Preparatore dei portieri:
- Preparatore atletico: Eric Nicolas
- Fisioterapista: Arnaud Barbier

## Rosa
Rosa, ruoli e numeri di maglia come da sito ufficiale, aggiornati al 9 novembre 2014.
| N. |                        | Ruolo | Calciatrice                 |
| -- | ---------------------- | ----- | --------------------------- |
| 1  | Francia (bandiera)     | P     | Solène Durand               |
| 3  | Francia (bandiera)     | D     | Kelly Gadéa                 |
| 4  | Francia (bandiera)     | D     | Marion Torrent              |
| 6  | Camerun (bandiera)     | C     | Francine Zouga              |
| 7  | Giappone (bandiera)    | C     | Rumi Utsugi                 |
| 8  | Francia (bandiera)     | C     | Sandie Toletti              |
| 9  | Francia (bandiera)     | A     | Laëtitia Tonazzi (capitano) |
| 10 | Francia (bandiera)     | A     | Marina Makanza              |
| 11 | Stati Uniti (bandiera) | D     | Genessee Daughetee          |
| 14 | Francia (bandiera)     | C     | Claire Lavogez              |

| N. |                    | Ruolo | Calciatrice       |
| -- | ------------------ | ----- | ----------------- |
| 16 | Francia (bandiera) | P     | Laëtitia Philippe |
| 17 | Svezia (bandiera)  | C     | Sofia Jakobsson   |
| 19 | Francia (bandiera) | A     | Meryll Wenger     |
| 20 | Francia (bandiera) | A     | Viviane Asseyi    |
| 21 | Francia (bandiera) | A     | Valérie Gauvin    |
| 22 | Scozia (bandiera)  | D     | Jennifer Beattie  |
| 23 | Svezia (bandiera)  | D     | Linda Sembrant    |
| 24 | Francia (bandiera) | A     | Lindsey Thomas    |
| 26 | Francia (bandiera) | D     | Sakina Karchaoui  |
| 33 | Francia (bandiera) | D     | Morgane Nicoli    |

## Calciomercato

### Sessione estiva
| Acquisti | Acquisti           | Acquisti                | Acquisti                  |
| R.       | Nome               | da                      | Modalità                  |
| -------- | ------------------ | ----------------------- | ------------------------- |
| P        | Elisa Launay       | Blanquefort             | definitivo                |
| D        | Genessee Daughetee | California Golden Bears | definitivo                |
| D        | Sakina Karchaoui   | Paris Saint-Germain U19 | aggregata dalle giovanili |
| D        | Morgane Nicoli     | Paris Saint-Germain U19 | aggregata dalle giovanili |
| D        | Linda Sembrant     | Tyresö FF               | definitivo                |
| C        | Francine Zouga     | CSHVSM Kairat           | definitivo                |
| A        | Valérie Gauvin     | Tolosa                  | definitivo                |
| A        | Sofia Jakobsson    | Cloppenburg             | definitivo                |
| A        | Laëtitia Tonazzi   | Olympique Lione         | definitivo                |

| Cessioni | Cessioni           | Cessioni | Cessioni   |
| R.       | Nome               | a        | Modalità   |
| -------- | ------------------ | -------- | ---------- |
| P        | Maryne Gignoux     | Guingamp | definitivo |
| D        | Ophélie Meilleroux |          | ritirata   |
| D        | Cynthia Viana      | Soyaux   | definitivo |
| C        | Charlotte Bilbault | Soyaux   | definitivo |
| C        | Ludivine Diguelman | Nîmes    | definitivo |
| A        | Zohra Ayachi       | Nîmes    | definitivo |
| A        | Hoda Lattaf        |          | ritirata   |
| A        | Josefine Öqvist    |          | ritirata   |
| A        | Elodie Ramos       | Nîmes    | definitivo |
| A        | Fanny Tenret       | Sète     | definitivo |

### Sessione invernale
| Acquisti | Acquisti     | Acquisti   | Acquisti   |
| R.       | Nome         | da         | Modalità   |
| -------- | ------------ | ---------- | ---------- |
| P        | Iryna Zvaryč | Rossijanka | definitivo |

| Cessioni | Cessioni         | Cessioni        | Cessioni   |
| R.       | Nome             | a               | Modalità   |
| -------- | ---------------- | --------------- | ---------- |
| C        | Jennifer Beattie | Manchester City | definitivo |
| C        | Francine Zouga   | VGA Saint-Maur  | definitivo |

## Risultati

### Division 1

#### Girone di andata
| Arbitro: | Vanstaeve |

|                 |           |                                       |
| Ndolo Ewelé 52’ | Marcatori | 26’, 45’ Jakobsson 87’ (rig.) Makanza |

| Arbitro: | Zinck |

|                               |           |  |
| Tonazzi 10’, 38’ Sembrant 84’ | Marcatori |  |

| Arbitro: | Coppola |

|                                                    |           |  |
| Hegerberg 5’ Bussaglia 47’ Abily 71’ Le Sommer 90’ | Marcatori |  |

| Arbitro: | Guillemin |

|  |           |           |
|  | Marcatori | 89’ Horan |

| Arbitro: | Bonnin |

|  |           |                                         |
|  | Marcatori | 25’, 35’ Makanza 83’ Gadéa 90+3’ Asseyi |

| Montpellier 11 ottobre 2014, ore 20:30 CEST 6ª giornata | Montpellier | 0 – 0 referto | Rodez | Stade de Grammont n°7 (100 spett.)\| Arbitro: \| Bartnik \| |
| Arbitro:                                                | Bartnik     |               |       |                                                             |

| Arbitro: | Maubacq |

|  |           |                                                                      |
|  | Marcatori | 4’ (rig.), 79’ Lavogez 22’, 39’ Thomas 59’ (rig.) Tonazzi 68’ Gauvin |

| Montpellier 2 novembre 2014, ore 13:30 CET 8ª giornata | Montpellier | 0 – 0 referto | Guingamp | Stade de Grammont (200 spett.)\| Arbitro: \| Zaouak \| |
| Arbitro:                                               | Zaouak      |               |          |                                                        |

| Arbitro: | Lasalle |

|                         |           |                           |
| Lindsay 52’ Gathrat 56’ | Marcatori | 64’ Jakobsson 74’ Tonazzi |

| Arbitro: | Coutant |

|            |           |             |
| Godart 37’ | Marcatori | 89’ Lavogez |

| Arbitro: | Labadot-Cadinot |

|                                      |           |            |
| Asseyi 38’ Jakobsson 72’ Lavogez 77’ | Marcatori | 65’ Thiney |

#### Girone di ritorno
| Arbitro: | Bonnin |

|             |           |                                                               |
| Pestana 74’ | Marcatori | 1’, 30’ Thomas 12’, 83’, 85’ Jakobsson 49’ Lavogez 81’ Gauvin |

| Arbitro: | Zinck |

|               |           |                                              |
| Beattie 90+1’ | Marcatori | 9’, 30’ Le Sommer 60’ Abily 64’, 78’ Schelin |

| Arbitro: | Bartnik |

|                   |           |           |
| Horan 8’ Dali 38’ | Marcatori | 29’ Gadéa |

| Arbitro: | Buffart |

|            |           |  |
| Utsugi 21’ | Marcatori |  |

| Arbitro: | Guillemin |

|  |           |                                          |
|  | Marcatori | 35’, 79’ Jakobsson 44’ Gadéa 74’ Toletti |

| Arbitro: | Zaouak |

|                                                                              |           |  |
| Toletti 10’, 43’ Jakobsson 11’, 65’ Lavogez 14’, 58’ Makanza 73’ Gadéa 90+2’ | Marcatori |  |

| Arbitro: | Buffart |

|              |           |            |
| Douessin 50’ | Marcatori | 41’ Utsugi |

| Arbitro: | Buffart |

|                                                            |           |  |
| Gauvin 43’ Makanza 57’ Thomas 70’ Jakobsson 77’ Utsugi 83’ | Marcatori |  |

| Arbitro: | Zaouak |

|             |           |  |
| Tonazzi 42’ | Marcatori |  |

| Arbitro: | Mougeot |

|            |           |                                       |
| Thiney 27’ | Marcatori | 30’ Tonazzi 65’ Jakobsson 84’ Lavogez |

| Arbitro: | Nicolosi |

|                                                                                  |           |  |
| Torrent 17’ Sembrant 22’ Jakobsson 45’, 71’ Gauvin 63’, 65’, 79’, 87’ Asseyi 88’ | Marcatori |  |

### Coppa di Francia
| Arbitro: | Bourquin |

|           |           |            |
| Ramos 88’ | Marcatori | 57’ Asseyi |

| Arbitro: | Nicolosi |

|                                                      |           |  |
| Thomas 21’, 71’ Gauvin 40’, 59’, 61’, 85’ Uffren 54’ | Marcatori |  |

| Arbitro: | Zinck |

|  |           |                                                       |
|  | Marcatori | 24’ Lavogez 50’ Asseyi 70’, 90’ Tonazzi 88’ Jakobsson |

| Arbitro: | Bonnin |

|                           |           |            |
| Tonazzi 15’ Jakobsson 23’ | Marcatori | 76’ Catala |

| Arbitro: | Craipeau |

|  |           |               |
|  | Marcatori | 32’ Jakobsson |

| Arbitro: | Florence Guillemin |

|                           |           |               |
| Hegerberg 47’ Schelin 77’ | Marcatori | 27’ Jakobsson |

## Statistiche

### Statistiche di squadra
| Competizione     | Punti | In casa | In casa | In casa | In casa | In casa | In casa | In trasferta | In trasferta | In trasferta | In trasferta | In trasferta | In trasferta | Totale | Totale | Totale | Totale | Totale | Totale | DR  |
| Competizione     | Punti | G       | V       | N       | P       | Gf      | Gs      | G            | V            | N            | P            | Gf           | Gs           | G      | V      | N      | P      | Gf     | Gs     | DR  |
| ---------------- | ----- | ------- | ------- | ------- | ------- | ------- | ------- | ------------ | ------------ | ------------ | ------------ | ------------ | ------------ | ------ | ------ | ------ | ------ | ------ | ------ | --- |
| Division 1       | 66    | 11      | 7       | 2       | 2       | 31      | 7       | 11           | 6            | 3            | 2            | 32           | 13           | 22     | 13     | 5      | 4      | 63     | 20     | +43 |
| Coppa di Francia | -     | 3       | 2       | 0       | 1       | 10      | 3       | 3            | 2            | 1            | 0            | 7            | 1            | 6      | 4      | 1      | 1      | 17     | 4      | +13 |
| Totale           | -     | 14      | 9       | 2       | 3       | 41      | 10      | 14           | 8            | 4            | 2            | 39           | 14           | 28     | 17     | 6      | 5      | 80     | 24     | +56 |

### Andamento in campionato
| Giornata  | 1 | 2 | 3 | 4 | 5 | 6 | 7 | 8 | 9 | 10 | 11 | 12 | 13 | 14 | 15 | 16 | 17 | 18 | 19 | 20 | 21 | 22 |
| --------- | - | - | - | - | - | - | - | - | - | -- | -- | -- | -- | -- | -- | -- | -- | -- | -- | -- | -- | -- |
| Luogo     | T | C | T | C | T | C | T | C | T | T  | C  | T  | C  | T  | C  | T  | C  | T  | C  | C  | T  | C  |
| Risultato | V | V | P | P | V | N | V | N | N | V  | V  | V  | P  | P  | V  | V  | V  | N  | V  | V  | V  | V  |
| Posizione | 5 | 4 | 4 | 5 | 3 | 5 | 4 | 4 | 4 | 5  | 5  | 4  | 5  | 5  | 5  | 5  | 5  | 5  | 5  | 5  | 5  | 4  |

Legenda:

Luogo: C = Casa; T = Trasferta. Risultato: V = Vittoria; N = Pareggio; P = Sconfitta.

### Statistiche delle giocatrici
| Giocatore    | Division 1 | Division 1 | Division 1  | Division 1 | Coppa di Francia | Coppa di Francia | Coppa di Francia | Coppa di Francia | Totale   | Totale | Totale      | Totale     |
| Giocatore    | Presenze   | Reti       | Ammonizioni | Espulsioni | Presenze         | Reti             | Ammonizioni      | Espulsioni       | Presenze | Reti   | Ammonizioni | Espulsioni |
| ------------ | ---------- | ---------- | ----------- | ---------- | ---------------- | ---------------- | ---------------- | ---------------- | -------- | ------ | ----------- | ---------- |
| V. Asseyi    | 19         | 3          | 3           | 0          | 6                | 2                | 3                | 1                | 25       | 5      | 6           | 1          |
| J. Beattie   | 10         | 1          | 0           | 0          | -                | -                | -                | -                | 10       | 1      | 0           | 0          |
| G. Daughetee | 19         | 0          | 0           | 0          | 5                | 0                | 0                | 0                | 24       | 0      | 0           | 0          |
| S. Durand    | 10         | -11        | 0           | 0          | 5                | -4               | 0                | 0                | 15       | -15    | 0           | 0          |
| K. Gadéa     | 22         | 4          | 1           | 0          | 6                | 0                | 0                | 0                | 28       | 4      | 1           | 0          |
| A. Gasnier   | 0          | 0          | 0           | 0          | 1                | 0                | 0                | 0                | 1        | 0      | 0           | 0          |
| V. Gauvin    | 13         | 7          | 1           | 0          | 3                | 4                | 0                | 0                | 16       | 11     | 1           | 0          |
| S. Jakobsson | 22         | 15         | 2           | 0          | 6                | 4                | 0                | 0                | 28       | 19     | 2           | 0          |
| S. Karchaoui | 12         | 0          | 0           | 0          | 6                | 0                | 1                | 0                | 18       | 0      | 1           | 0          |
| É. Launay    | 0          | 0          | 0           | 0          | 1                | 0                | 0                | 0                | 1        | 0      | 0           | 0          |
| C. Lavogez   | 19         | 8          | 2           | 0          | 5                | 1                | 1                | 0                | 24       | 9      | 3           | 0          |
| M. Makanza   | 18         | 5          | 1           | 0          | 4                | 0                | 0                | 0                | 22       | 5      | 1           | 0          |
| M. Nicoli    | 1          | 0          | 0           | 0          | -                | -                | -                | -                | 1        | 0      | 0           | 0          |
| C. Pecharman | 1          | -1         | 0           | 0          | 0                | 0                | 0                | 0                | 1        | -1     | 0           | 0          |
| L. Philippe  | 9          | -8         | 1           | 0          | -                | -                | -                | -                | 9        | -8     | 1           | 0          |
| L. Sembrant  | 22         | 2          | 0           | 0          | 4                | 0                | 0                | 0                | 26       | 2      | 0           | 0          |
| S. Toletti   | 20         | 3          | 2           | 0          | 5                | 0                | 1                | 0                | 25       | 3      | 3           | 0          |
| L. Tonazzi   | 20         | 6          | 0           | 0          | 5                | 3                | 0                | 0                | 25       | 9      | 0           | 0          |
| M. Torrent   | 20         | 1          | 2           | 0          | 4                | 0                | 1                | 0                | 24       | 1      | 3           | 0          |
| M. Uffren    | 1          | 0          | 0           | 0          | 1                | 1                | 0                | 0                | 2        | 1      | 0           | 0          |
| R. Utsugi    | 19         | 3          | 0           | 0          | 6                | 0                | 0                | 0                | 25       | 3      | 0           | 0          |
| M. Wenger    | 11         | 0          | 0           | 0          | 5                | 0                | 0                | 0                | 16       | 0      | 0           | 0          |
| F. Zouga     | 2          | 0          | 1           | 0          | -                | -                | -                | -                | 2        | 0      | 1           | 0          |
| I. Zvaryč    | 2          | 0          | 0           | 0          | 0                | 0                | 0                | 0                | 2        | 0      | 0           | 0          |